# Francisco Urondo
Francisco Urondo, detto Paco (Santa Fe, 10 gennaio 1930 – Mendoza, 17 giugno 1976), è stato uno scrittore argentino e membro della guerriglieri Montoneros.
Urondo collaborò alla scrittura di sceneggiature cinematografiche come Pajarito Gómez e Noche terrible, e adattò per la televisione Madame Bovary di Gustave Flaubert, Le Rouge et le Noir di Stendhal e Os Maias di Eça de Queirós.
Nel 1968 fu nominato Direttore della cultura generale per la Provincia di Santa Fe, e nel 1973 Direttore del dipartimento di Letteratura della Facoltà di Lettere e Filosofia dell'Università di Buenos Aires.
Come giornalista collaborò in diverse organi di stampa nazionali e internazionali tra cui Primera Plana, Panorama, Crisis, La Opiníon and Noticias.

## Montonero
Urondo militò nell'organizzazione argentina di guerriglia Montoneros. Alla sua morte lo scrittore e compagno di avventure Rodolfo Walsh scrisse:
(Rodolfo Walsh, 29 dicembre 1976 reprodotto da El Porteño dell'aprile 1986)

## Opere
- Historia Antigua, poesie, 1956.
- Breves, poesie, 1959.
- Lugares, poesie, 1961.
- Nombres, poesie, 1963.
- Del otro lado, poesie, 1967.
- Adolecer, poesie, 1968.
- Larga distancia, poesie, Madrid,1971.
- Todo eso, novelle, 1966.
- Al tacto, novelle, 1967.
- Veraneando y sainete con variaciones, dramma, 1966.
- Veinte años de poesía argentina, saggio, 1968.
- Los pasos previos, romanzo, 1972.
- La patria fusilada, interviste, 1973.

### Biografia
- Francisco Urondo y su poesía: un'arma cargada de futuro (Hernán Fontanet, USA: Juan de la Cuesta - Hispanic Monographs, 2012) ISBN 978-1-58871-213-4.